# インセンティブ (経済学)
インセンティブ（英: incentive）は、人々の意思決定や行動を変化させるような要因、報酬のことをいう。誘因とも訳される。インセンティブは経済学における基礎の一つであり、「経済学とはインセンティブの学問である」とも言われる。経済学では、ある人物の具体的行動にはそれを促す誘因があり、誘因はその人物が直面するルールや慣行に応じてもたらされると考える。この意味で、インセンティブの研究は社会における制度や慣行の分析であると言える。

## 例
インセンティブの具体例として以下が挙げられる。
- 昇進
- 高賃金（出来高単価増、昇給、賞与）
- 短労働（労働時間減、特別休暇）
- より良い職場環境

## インセンティブに関連するトピック
アダム・スミスの時代から論じられていた地主と小作人の契約がモラルハザードの一例であるように、インセンティブに関する問題は経済学のさまざまな面に及んでいる。

### インセンティブと平等
所得分配の平等は、一般にはインセンティブを減少させ、経済全体のアウトプット(産出量)を減少させる。逆に、アウトプットへの貢献に対してインセンティブを大きくすれば産出量は上がるが、不平等も大きくなる。これをインセンティブと平等のトレードオフという。
たとえば基数的効用を仮定し限界効用が逓減するとした場合には所得再分配策は肯定されるが、現実の政策としては所得の完全平等は一般に支持されない。これはインセンティブの減少による経済全体のアウトプットの減少を避けるためである。

### インセンティブと所有権
所有者が自由にその財産を使ったり売ることのできる所有権は、その所有者に自己の 財産を維持・管理するインセンティブを与える。逆に、所有権が設定されていないものについて、人々はそう言ったインセンティブを持たない。
たとえば、共有の放牧地などの排除性を有しないが競合性は有するコモンプール財は、その望ましい量を超えて利用するインセンティブを人々に与える。そこで、たとえば放牧地を分割してその所有権を人々に与えることで、私的財となった放牧地は、過剰な利用から守られることになる。
また、多くの経済学者は、20世紀における社会主義の失敗もまた、所有権とインセンティブの欠如が原因であると考えている。

### インセンティブと政府の介入
ある経済主体の活動がほかの経済主体の意思決定に影響を与えることを外部性という。特に、市場を通さないで影響を与える技術的外部性が存在する場合、市場メカニズムだけでは最適な状態を達成できなくなる。そこで、たとえば企業の発生させた公害のような負の外部性に対しては、課税（ピグー税）によって負のインセンティブを与えるメカニズムを加えることで、市場メカニズムを活用して外部性を解消することができるようになる。このような方法を内部化という。
公共財などの排除性がない財は、人々にフリーライダーになろうとするインセンティブを与える。その結果、市場メカニズムだけでは当該の財の供給が過少となるという問題が発生する。そこで政府の徴収する租税によって、これらを公共サービスとして供給することになる。

### インセンティブと均衡
全ての経済主体がすでに最適な行動をとっており、自分の行動を変化させるインセンティブが存在しない場合にはじめて需要と供給は均衡し得る。一方、需要と供給の調整の過程にある場合、価格の変化はそれを知った人々に対して需要量と供給量を変化させるインセンティブを与える。たとえば超過需要の下での価格の上昇は、需要量の減少と供給量の増大とをもたらすことになる。

### インセンティブと競争
市場における競争は、それに直面する企業に対して効率性を高めるインセンティブを与える。
また企業には、参入障壁を構築することによって独占利潤の獲得を目指すインセンティブも存在する（レント・シーキングやブランドの構築など）。
さらに、利潤の存在自体が新規参入のインセンティブをもたらす。
公営企業は、少なくとも競争に直面しない場合には、民間企業に比べて非効率になるものと考えられる。

### インセンティブと囚人のジレンマ
市場を支配している少数の寡占企業がカルテルを締結していたとする。個々の寡占企業は、自社だけ がカルテルを破ることによって、より高い利潤を得ることが可能である。そのため、合理的な経済主体としての寡占企業は、他社を裏切るインセンティブをもつ。そこで仮にすべての寡占企業が他社を裏切るほどに合理的（利己的）であれば、各社の利潤はかえって減少する。

## インセンティブ研究の進展

### 逆選択
経済学におけるインセンティブ概念発達の大きな契機となったのは、1970年にジョージ・アカロフによって発表された、中古車市場（レモン市場）についての論文であった。この論文でアカロフは、売り手と買い手の持つ情報に違いがある（情報の非対称性が存在する）場合に、良質な中古車を市場で売却するインセンティブが低下し、質の良い商品が市場から姿を消す、いわゆる逆選択の問題（「隠された情報」の問題）を理論的に定式化した。

### モラルハザード
逆選択と同様に、情報の不完全性がインセンティブに影響を与えることで生じる問題がモラルハザード（「隠された行動」の問題）である。
たとえば、ある個人が保険に加入したとする。そのことは、その個人がもつ事故を避けようとするインセンティブを減少させる。たとえば発生する損失を保険会社が全て負担すると仮定した場合、リスクゼロの顧客は損失を回避しようとするインセンティブを完全に喪失することが考えられる。

### メカニズムデザイン
インセンティブを適切に働かせ、上記のような問題を解決できる制度を設計しようという分野がメカニズムデザインである。これらの研究は1970年のレオニード・ハーヴィッツに始まり、スクリーニングやオークション理論をはじめ、さまざまな政策立案を対象とした研究が行われている。